# Nemcovce (powiat Bardejów)
Nemcovce – wieś (obec) na Słowacji, w kraju preszowskim w powiecie Bardejów. Pierwsze wzmianki o miejscowości pochodzą z roku 1427.
Według danych z dnia 31 grudnia 2009 wieś zamieszkiwało 259 osób, w tym 124 kobiety i 135 mężczyzn.
W 2001 roku względem narodowości i przynależności etnicznej Słowacy stanowili 99,6%. Dominującym wyznaniem był katolicyzm (82,94% wyznawców), następnie 16,27% protestantów.